# Kormiałów
Kormiałów (lit. Karmėlava) – miasteczko na Litwie, w okręgu kowieńskim, w rejonie kowieńskim, siedziba starostwa Kormiałów; port lotniczy, kościół, szkoła, urząd pocztowy.
Z powodu zarazy zebrał się tu w grudniu 1625 roku sejmik kowieński.
W Kormiałowie leży port lotniczy Kowno.